# لويس ماكمانوس
لويس ماكمانوس (9 أكتوبر 1994 في المملكة المتحدة - ) (بالإنجليزية: Lewis McManus)‏ هو لاعب كريكت بريطاني. لعب مع نادي مقاطعة هامبشاير للكريكت ‏.

## وصلات خارجية
- لويس ماكمانوس على موقع إي آس بي آن كريك إنفو (الإنجليزية)